# 小瓮猪笼草
小瓮猪笼草（学名：Nepenthes micramphora）是菲律宾棉兰老岛汉密吉伊坦山特有的热带食虫植物。其为高地猪笼草，生长于海拔1100米至1635米的地区。
小瓮猪笼草与产于棉兰老岛的源小猪笼草（N. abgracilis）与熙德猪笼草（N. cid）之间存在着密切的近缘关系。这三个物种共同组成了非正式的“小瓮猪笼草组”。
其种加词“micramphora”来源于希腊文和拉丁文，“mikros”在希腊文意为“小的”，“amphora”在拉丁文意为“瓮”，指其体型的矮小。

## 植物学史
2009年，沃尔克·海因里希、斯图尔特·麦克弗森、托马斯·格罗内迈尔（Thomas Gronemeyer）和维克托·阿莫路索（Victor Amoroso）对小瓮猪笼草进行了正式描述。该描述发表于斯图尔特·麦克弗森的专著《旧大陆的猪笼草》第2册中。编号为“V.Amoroso & R.Aspiras CMUH 00003545”的标本被指定为模式标本，其存放于菲律宾布基农省慕斯万山的棉兰老中央大学植物标本馆（CMUH）中。该标本于2005年1月31日采集于汉密吉伊坦山通往圣伊西德罗的路径上海拔1300米至1600米的地区。
因标本馆中的标本无花序结构，所以关于花序的正式描述来源于沃尔克·海因里希于2008年7月22日在模式产地记录的数据。

## 形态特征

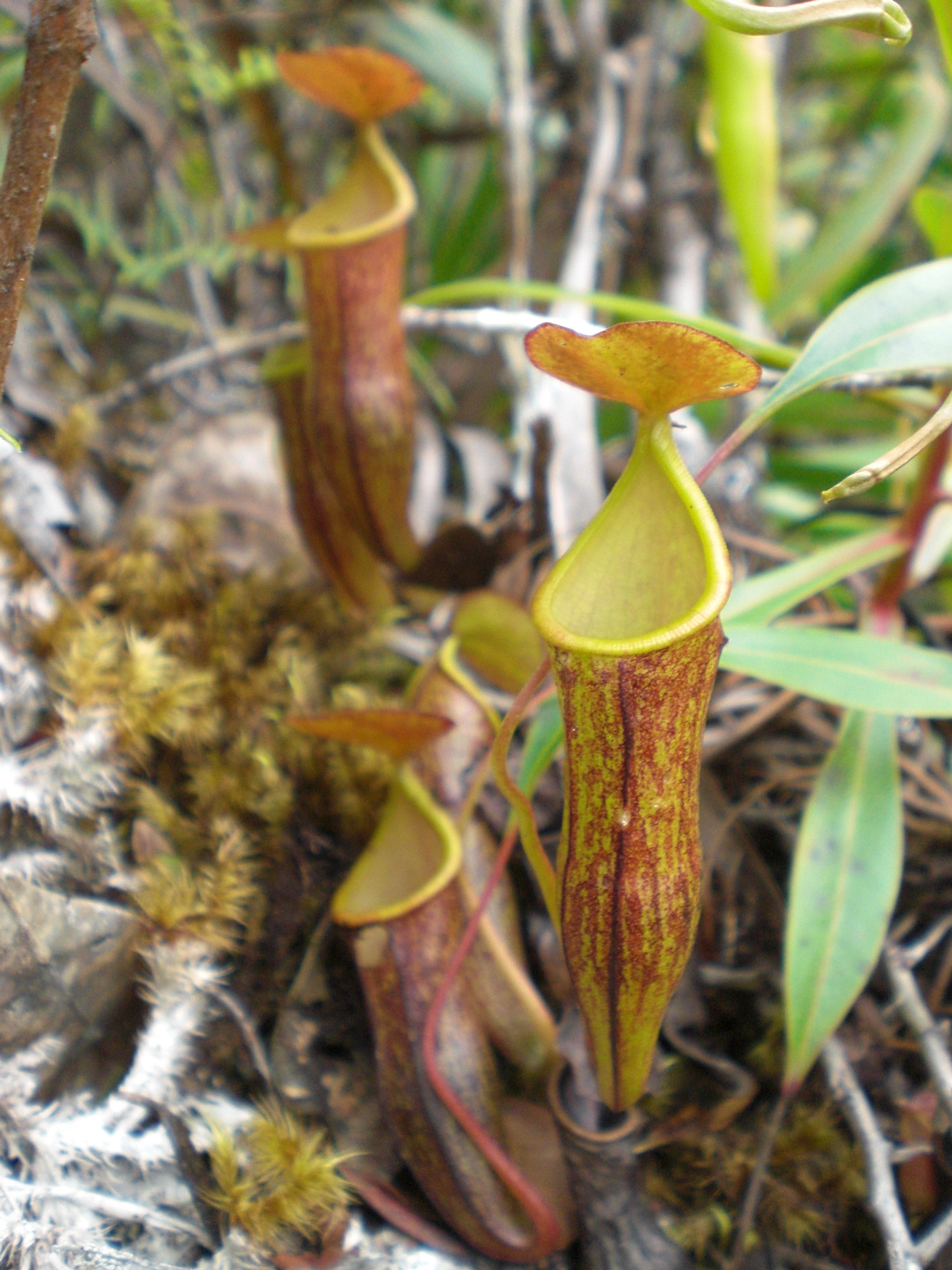
小瓮猪笼草的莲座状植株，及其下位笼或中位笼

小瓮猪笼草为藤本植物，其可攀爬至2.5米的高度。茎为圆柱形，直径可达3.5毫米，节间距可达15毫米。

### 叶
小瓮猪笼草的叶片无柄，革质，呈披针形至椭圆形，可长达8厘米，宽至1厘米，最宽处位于叶片末端的二分之一处。叶尖为急尖，叶基渐狭，包住茎周长的三分之一，不下延。中脉的两侧各有2至3条纵脉，羽状脉众多。笼蔓可长达7.5厘米，直径约1毫米。

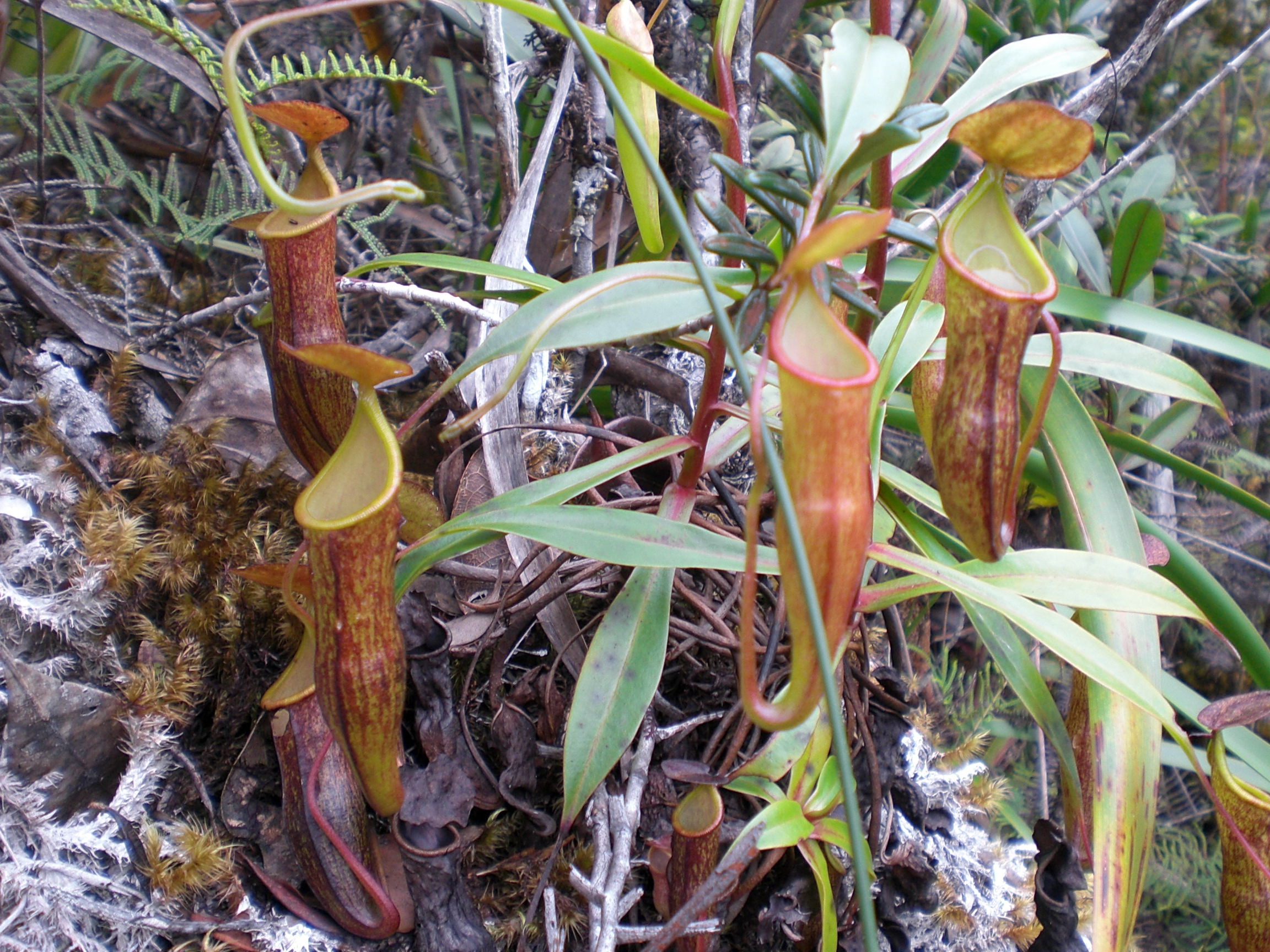
小瓮猪笼草的莲座状植株，及其攀援茎

### 捕虫笼
小瓮猪笼草下位笼的下部为窄卵形，上部为圆柱形，偶尔略呈漏斗形。其体型非常小，高仅可达4.1厘米，宽仅可达1.6厘米。腹面的笼翼宽约4毫米，也可能缩小为一对隆起。翼须长约3毫米，间距约2.5至3毫米。下位笼下表面的基部三分之一具腺体。唇为圆柱形，宽约0.8毫米，唇肋高约0.1毫米，间距约0.1毫米。唇齿在唇内缘不明显。笼盖为椭圆形、卵形或圆形，基部一般呈心形。笼盖无附属物，宽可达2厘米，长可达1.8厘米，略宽于笼口。笼盖下表面的蜜腺数量可超过100个。在笼盖基部的后方存在分叉或多根笼蔓尾，可长达3毫米。
小瓮猪笼草从幼年就开始出现上位笼。其可能通体呈漏斗形，或向基部逐渐缩小呈窄漏斗形，上部为圆柱形。上位笼最宽处位于中部或上部。上位笼的体型一般比下位笼大，可高达6.7厘米，宽至2厘米；通常高约4厘米，宽约1.7厘米。笼盖与笼口等大。笼翼通常缩小为一对隆起。其他形态特征于下位笼类似。

### 花序
小瓮猪笼草的花序为总状花序。其花序可长达35厘米，直径约为6毫米。总花梗可长达8厘米，直径约1毫米。每个花梗带1朵花，无苞片，其长3至4毫米。每个花序共约30至40朵花。花被片呈卵形，长约2.5毫米，宽约1.2毫米。果荚可长达20毫米。

### 毛被
小瓮猪笼草的茎、叶片及捕虫笼都无毛被。花序上具有锈棕色的简单毛被，长约0.1毫米。

## 生态关系

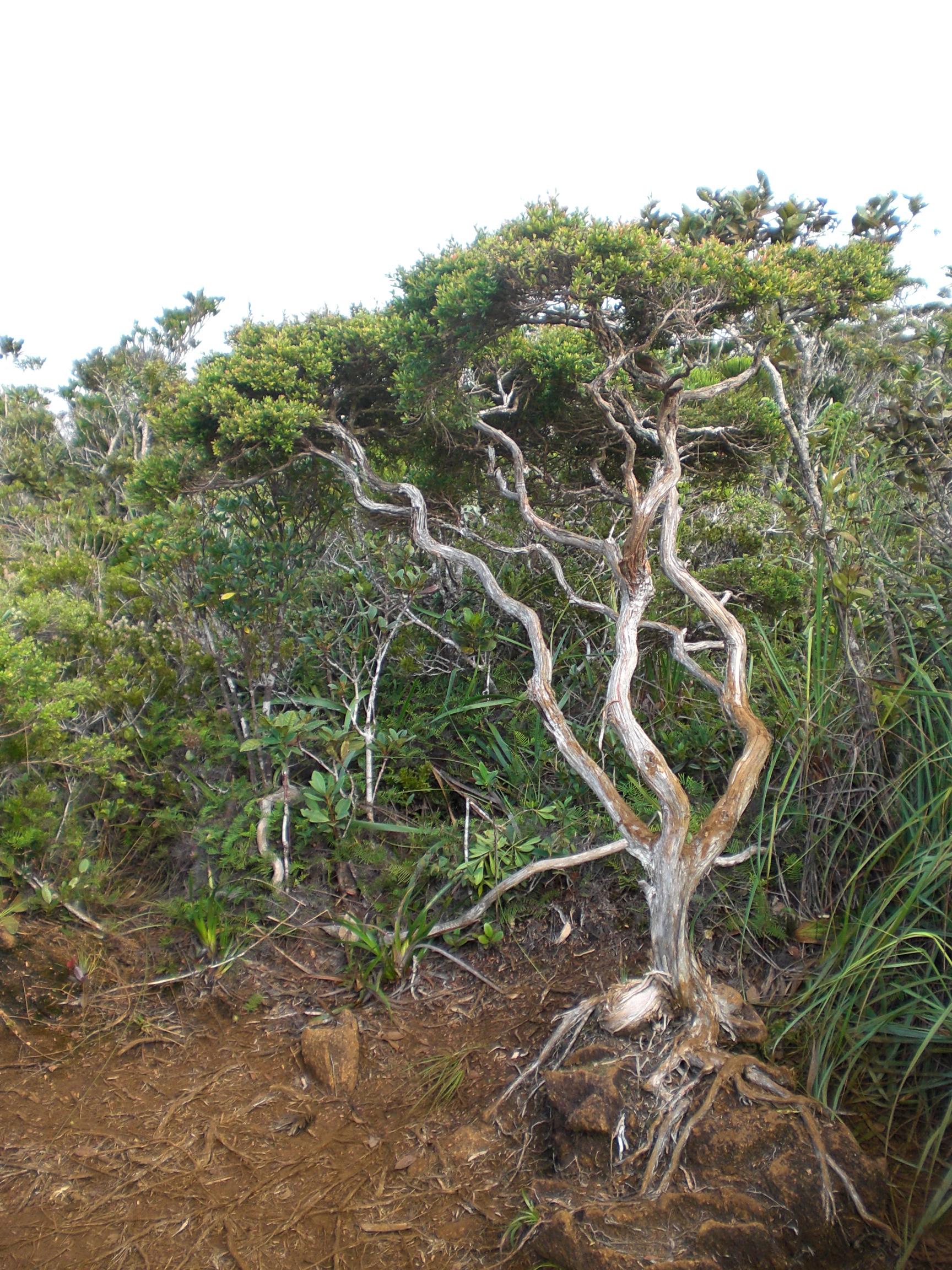
汉密吉伊坦山上的矮小植被

### 分布范围
小瓮猪笼草仅被出现于菲律宾棉兰老岛东达沃省东南部的汉密吉伊坦山的高地山坡上。周围的大部分地区都未仅考察过是否存在猪笼草，所以其很可能也出现于棉兰老岛南部的其他地区。其分布范围从海拔1100米的地区至山顶海拔1635米的地区。

### 原生地
其陆生于非常广泛的区域内，包括高地山地苔藓森林、次生植被、山脊顶部、悬崖边缘和塌方处。其也存在于称之为矮小森林的地区。小瓮猪笼草生长于超基性岩上。虽然其可以在非常阴暗的环境下生存，但在有直射光的环境下生长得更好。在汉密吉伊坦山上，小瓮猪笼草与翼状猪笼草（N. alata）、棉兰老岛猪笼草（N. mindanaoensis）和盾叶猪笼草（N. peltata）同域分布，海拔分布范围与汉密吉伊坦山猪笼草（N. hamiguitanensis）相同。

### 保护状况
由于小瓮猪笼草广泛的分布于汉密吉伊坦山中，且只允许来访者在向导的协助下攀登汉密吉伊坦山。所以斯图尔特·麦克弗森在2009年的专著《旧大陆的猪笼草》中，认为小瓮猪笼草“尚未受到威胁”。如果东达沃省政府成功将汉密吉伊坦山申请为联合国教科文组织世界自然遗产，那么小瓮猪笼草的野生种群在未来将会得到进一步的保护。

## 相关物种

### 小瓮猪笼草组
小瓮猪笼草组因小瓮猪笼草而得名，其内还包括产自棉兰老岛东北部的源小猪笼草及产自棉兰老岛中北部的熙德猪笼草。该分类群出现于马丁·奇克及马修·杰布2013年的一篇论文中，论文中还包含了源小猪笼草及熙德猪笼草的正式描述。在此之前，小瓮猪笼草被视为一个偏离正常特征范围的物种，所以其未被归入任何一个既定的菲律宾猪笼草类群中（其中主要为翼状猪笼草组、葫芦猪笼草组及长毛猪笼草组）。
源小猪笼草、熙德猪笼草及小瓮猪笼草在捕虫笼及茎形态及原生地方面都存在着许多共同点。马丁·奇克和马修·杰布确定了七个用于定义该组的鉴定特征：

1. 山嵴下环境；
2. 茎为圆柱形；
3. 唇窄，圆柱形，宽0.8至2毫米；
4. 唇楞不明显，高约0.1毫米；
5. 唇内缘无明显的唇齿；
6. 笼盖下表面缺少基部的盖龙骨及附属物；
7. 笼盖蜜腺数量大于100个，单型，大（直径约0.5毫米）具窄边缘，± 均匀分布于笼盖

这些物种也表现出与翼状猪笼草组存在一定的相似性，但不同之处在于这些物种的笼盖下表面缺少基部的盖龙骨及附属物。
熙德猪笼草与小瓮猪笼草组的另两个物种之间在原生地（其为附生，其余为陆生）、毛被的发达程度（其营养组织具毛，其余几乎无毛被）及叶柄（相对无柄）方面也存在差异。熙德猪笼草与源小猪笼草的笼蔓尾单一，但小瓮猪笼草的笼蔓尾分叉。
小瓮猪笼草与源小猪笼草最大的差异在于上位笼。小瓮猪笼草的上位笼为漏斗形，最窄处位于上位笼基部，最宽处位于中部或上部；而源小猪笼草为近圆柱形，最宽处近基部；小瓮猪笼草上位笼高约6.7厘米，而源小猪笼草可高达16厘米。

### 其他相似物种

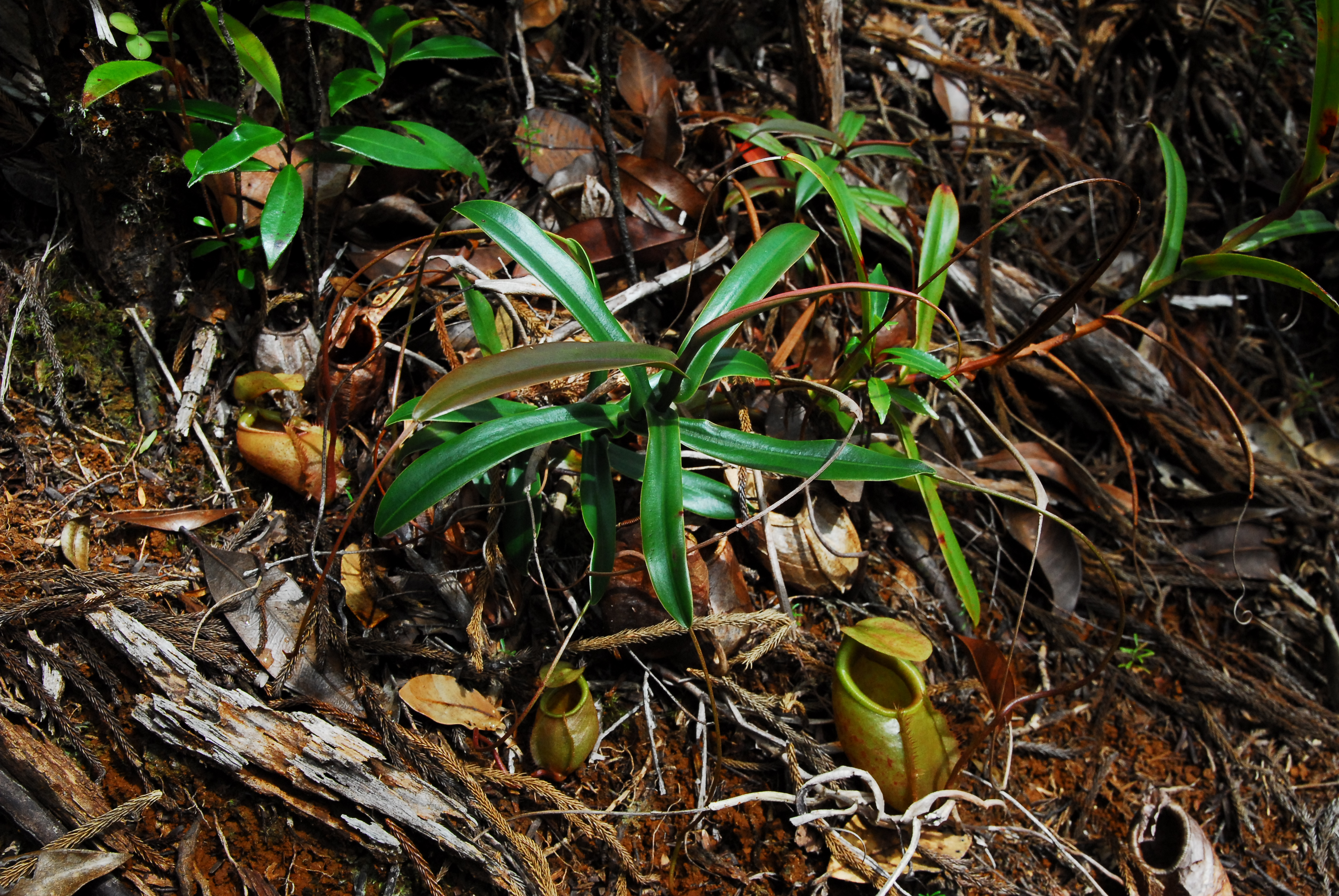
贝里猪笼草的莲座状植株，示其下位笼及攀援茎

小瓮猪笼草的茎、叶片和花序等形态特征与棉兰老岛北部的贝里猪笼草（N. bellii）非常相似。在小瓮猪笼草2009年被描述前，在汉密吉伊坦山的小瓮猪笼草即被标记为贝里猪笼草。小瓮猪笼草的体型较小，且捕虫笼的形状、大小、唇的宽度和笼蔓的长度都不同。小瓮猪笼草的莲座状植株可生长出更多的捕虫笼，几乎每个植株都可达到7个以上。
小猪笼草（N. gracilis）的叶片大小和形状也表现出与小瓮猪笼草的相似性，但该物种并不存在于菲律宾。

## 自然杂交种
小瓮猪笼草的自然杂交种尚未被确认，但汉密吉伊坦山存在部分可能为其与汉密吉伊坦山猪笼草、棉兰老岛猪笼草和盾叶猪笼草的杂交植株。
原被认为是小瓮猪笼草与盾叶猪笼草的自然杂交种的类群已被认定为一个杂交起源的独立物种——汉密吉伊坦山猪笼草。

## 扩展阅读
- 小瓮猪笼草，产自菲律宾的新物种（页面存档备份，存于）
- 食虫植物照片搜寻引擎中小瓮猪笼草的照片（页面存档备份，存于）

 维基共享资源上的相關多媒體資源：小瓮猪笼草
 維基物種上的相關：小瓮猪笼草